# Лопов (филм)
Лопов (енгл. Thief) је амерички криминалистички драмски трилер филм из 1981. године у режији Мајкл Мена, а по његовом сценарију. Главне улоге играју: Џејмс Кан, Тјуздеј Велд, Џејмс Белуши и Вили Нелсон.

## Радња
Френк је крадљивац драгуља и бивши затвореник који има успостављену структуру у свом животу. Са два успешна предузећа у Чикагу, баром и салоном аутомобила, као параваном за свој злочиначки подухват, Френк креће да испуни део своје животне визије који недостаје: да заснује породицу са Џеси, благајницом са којом је почео да излази. Након што је украо велику количину дијаманата, Франк их даје свом препродавцу, Џоу Гегсу. Међутим, пре него што је Френк успео да прикупи свој део, Гегс је убијен да би добио новац за наплату. Бери, Френков пријатељ и сарадник који је требало да прикупи новац, открива да је извршни директор компаније за производњу плоча за коју је Гегс радио, Атаглиа, одговоран за Гегсово убиство и крађу Франкове зараде. Током сукоба са Атаглијином компанијом за производњу плоча, Френк захтева свој новац. Ово води до састанка са Атаглијиним послодавцем, Леом, високо рангираним препродавцем и шефом „Чикаго Аутфита” (чикашке мафије). Без знања Френка, Лео је већ неко време примао Френкову робу од Гегса. Он се диви Френковом оку за квалитетну украдену робу, као и његовом професионализму, и жели да Френк ради директно за њега, нудећи му велику зараду. Њихов састанак даљински прати полицијски надзор. У почетку, Френк је нерад, не жели додатно излагање или компликације. Али касније те ноћи, разговор са Џеси мења његово мишљење када она пристаје да буде део његовог живота, након што јој он исприча причу о преживљавању затвора кроз прекаљени ментални став. Френк сада пристаје да направи једну велику крађу за Леа, говорећи Берију да ће то бити њихов последњи посао. Након што га је агенција за усвајање одбила, Френк је успео да набави дечака на црном тржишту захваљујући подршци Леа, коме даје име Дејвид у част свог покојног ментора, званог Окла.
Након што су се одупрли изнуди од групе корумпираних полицајаца и потом напустили свој сат, Френк и његова екипа бивају уплетени у пљачку дијаманата великих размера у Калифорнији коју је организовао Лео. Пљачка иде добро, делимично захваљујући термалном копља коришћеном за сечење сефа, а Френк чека договорену суму од 830.000 долара за немонтирано камење у велепродајној вредности од 4 милиона долара. Али када се Френк врати кући са посла, Лео му даје мање од 100.000 долара. То је све што ће Франк добити у готовини према Леу, који каже да је уложио остатак Френковог смањења у тржне центре, идеју коју је Франк раније одбацио. Такође, Лео жели да направи хит у Палм Бичу за Френка за шест недеља без консултација са њим. Френк каже Леу да је њихов посао завршен и узима новац док одлази, захтевајући остатак свог новца за 24 сата. Френк одлази у своју гаражу, несвестан да су Леови приврженици већ претукли и ухватили Берија и да чекају у заседи. Френка пада у несвест, а Барија убија Карл, један од Леових принуђивача. Френк се буди док га Лео посматра, окружен својим присташама. Лео га обавештава да су он, Џеси, њихово дете и све што поседује Леово власништво. Он прети Френковој породици ако не настави да ради за њега. Лео упозорава Френка да се фокусира на своје одговорности. Када се Френк врати кући, наређује несхватљивој Џеси да оде, говорећи јој да је њихова веза готова. Френк има сарадника да одвезе њу, бебу и 41.0000 долара у готовини до места где се не могу наћи, обавештавајући Џеси да ће више новца стизати у редовним интервалима, али он јој се неће придружити.
Немајући шта да изгуби, Френк диже у ваздух њихову кућу користећи експлозив. Затим одлази у своје пословне установе и чини исто. Наоружан пиштољем, тихо упада у Леову кућу у мирном крају. Он нокаутира Атаглију, који је био у кухињи, пре него што је јурио Леа и убио га у дневној соби са више метака. Френк затим прогања Атаглију, која се освестила, док покушава да побегне из куће, али се у дворишту суоче са Карлом и још једним помоћником. У сукобу који је уследио, Френк је упуцан, али успева да убије тројицу. Френк ослобађа панцир који је носио испод јакне и пешке напушта место догађаја усред ноћи.

## Улоге
| Глумац        | Улога     |
| ------------- | --------- |
| Џејмс Кан     | Френк     |
| Тјуздеј Велд  | Џеси      |
| Џејмс Белуши  | Бери      |
| Вили Нелсон   | Окла      |
| Роберт Проски | Лео       |
| Том Сигнорели | Атаглија  |
| Денис Фарина  | Карл      |
| Норм Тобин    | Гвидо     |
| Дел Клоуз     | механичар |